# Фуад Шукр
Фуад Шукр (араб. فؤاد شكر; 1961 або 1962, Аль-Набі Шейт, Баальбек, Ліван — 30 липня 2024, Гарет-Грейк, Бейрут) — ліванський терорист, воєначальник шиїтської бойової організації «Хезболла». Відомий під псевдонімом Аль-Хадж Мохсен.

## Біографія
Здобув військову освіту в Університеті імама Хуссейна в Тегерані.
Член покоління засновників «Хезболли». Шукр був високопоставленим військовим лідером в організації з початку 1980-х років. Понад чотири десятиліття він був одним із провідних військових діячів організації, був також військовим радником її лідера Хасана Насралли.
Відповідальний за напад на казарми миротворців у Лівані в жовтні 1983 року, під час якого загинув 241 морський піхотинець США. Через це США пропонували винагороду в розмірі 5 мільйонів доларів в обмін на надання інформації про Фуаду Шукрі.
До початку громадянської війни в Сирії Шукр був військовим командувачем «Хезболли» на півдні Лівану, в її найважливішому секторі.
Він також стоїть за ракетною атакою по Мадждал-Шамсу, внаслідок якої загинуло 12 дітей.
30 липня 2024 року вбитий внаслідок ізраїльського авіаудару в Бейруті. Тоді також загинули 4 мирні жителі й 80 зазнали поранень.